# Ligne de Thionville à Mondorf-les-Bains
 (décembre 2021).
Si vous disposez d'ouvrages ou d'articles de référence ou si vous connaissez des sites web de qualité traitant du thème abordé ici, merci de compléter l'article en donnant les références utiles à sa vérifiabilité et en les liant à la section « Notes et références ».
La ligne de chemin de fer à voie étroite de Thionville à Mondorf-les-Bains reliait le centre de la ville industrielle lorraine de Thionville à la ville thermale luxembourgeoise Mondorf-les-Bains. 

## Historique
La construction de cette ligne à voie étroite a commencé à être envisagée à la fin du XIXe siècle. Sur la base d'un projet élaboré en 1901, une entreprise berlinoise spécialisée dans la construction et l’exploitation de lignes secondaires, l'Eisenbahn-Bau- und Betriebsgesellschaft Vering & Waechter GmbH & Co. KG, reçoit le 28 février 1902 la concession de cette ligne de chemin de fer à voie métrique. 
Ouverte dès le 3 avril 1903, la ligne a été exploitée avec cinq locomotives à vapeur, acquises progressivement. 
La ligne de 26 km débutait à Beauregard, dans la banlieue de Thionville. Elle contournait le centre-ville de Thionville par l'itinéraire emprunté depuis le 11 août 1859 par la ligne de Thionville à Luxembourg des chemins de fer de l'Est, abandonné depuis la construction de la nouvelle gare de Thionville par les chemins de fer impériaux d'Alsace-Lorraine. 
Le 10 octobre 1904, la gare de départ des trains de voyageurs a été déplacée à la porte du Luxembourg (Luxemburger Tor), puis, à partie du 22 décembre 1906, à la gare centrale de Thionville. La gare de Beauregard continua à servir comme gare pour le trafic marchandises. 
1906 vit également l'ouverture d'un embranchement vers la ville de Basse-Yutz (Niederjeutz), dans la banlieue de Thionville. 
En 1907, la Société d'exploitation des chemins de fer allemands (de) (DEBG) a repris la concession de la voie ferrée à sa maison-mère, la société Vering & Waechter.  
La mise en service du réseau électrifié des tramways de Thionville et de la Fensch, le 8 mai 1912, par la Lothringische Eisenbahn-AG, autre filiale de la société Vering & Waechter, conduisit logiquement à procéder à l'électrification des tronçons reliant la gare de Saint-François à la gare centrale de Thionville et à Basse-Yutz, et à les intégrer au réseau des tramways électriques de la ville. 
Le départ des trains à destination de Mondorf fut de ce fait déplacé dès 1912 à la gare de Saint-François, où furent également transférés les ateliers jusque là positionnés à Rodemack. 

### Après la première guerre mondiale
Après la première Guerre mondiale, la ligne du « Jaengelchen », comme était surnommé ce train, fut mise sous tutelle par l'administration française. Son trafic fut limité au territoire français, le tronçon terminal dans le grand-duché du Luxembourg n'étant dès lors plus desservi. 
Son nouveau propriétaire, le département de la Moselle, confia le 1er avril 1924 l'exploitation de la ligne à la société générale des chemins de fer économiques (SE), basée à Paris, mais qui exploitait de nombreuses lignes dans les départements limitrophes de la Meurthe-et-Moselle et de la Meuse. 
Le nouvel exploitant a rouvert la liaison transfrontalière interrompue par la guerre et a tenté de développer le trafic de la ligne. Pendant une courte période, le transport de matériaux pour la construction de la ligne Maginot a entraîné un essor considérable du trafic de marchandises. Mais dans l’ensemble, le déclin était imparable. 
La fin de l'exploitation du chemin de fer a finalement été prononcée : 
- le 31 décembre 1934 pour le transport des voyageurs,
- et le 20 juin 1935 pour le transport des marchandises.

Mondorf-les-Bains a continué à être desservie jusqu'en mai 1955 par la ligne de chemin de fer à voie étroite de Luxembourg à Remich des chemins de fer secondaires luxembourgeois.  
À Thionville, le réseau des tramways urbains cessa de fonctionner le 22 septembre 1935, mais les lignes de banlieue vers la vallée de la Fensch subsistèrent jusqu'en 1953.